# Maya Caldwell
Maya Denise Caldwell (Charlotte, 15 dicembre 1998) è una cestista statunitense.

## Carriera
È stata selezionata dalle Indiana Fever al terzo giro del Draft WNBA 2021 (33ª scelta assoluta).